# ドドソソララソ
『ドドソソララソ』（朝鮮語: 도도솔솔라라솔）は、韓国KBSで2020年10月7日から11月26日まで放送されたテレビドラマである。日本では、Netflixにて配信された。

## 登場人物

### 主要人物
- ク・ララ：コ・アラ[1]
- ソヌ・ジュン：イ・ジェウク
- チャ・ウンソク：キム・ジュホン
- チン・ハヨン：シン・ウンス（朝鮮語版）
- チョ・ユンシル：ソ・イスク（朝鮮語版）

### ク・ララの周辺の人々
- ク・マンス：オム・ヒョソプ（朝鮮語版）
- コン・ミスク：ムン・ヒギョン（朝鮮語版）
- パン・ジョンナム：ムン・テユ（朝鮮語版）
- キム・シア：キム・ジュヨン

### チン・ハヨンの周辺の人々
- チン・スッキョン：イェ・ジウォン（朝鮮語版）

### ララコスメティック
- ムン秘書：アン・ネサン

## スタッフ
- 演出：キム・ミンギョン
- 脚本：オ・ジヨン

## 受賞
- 2020年 KBS演技大賞 優秀演技賞　イ・ジェウク[2]

- 2020年 KBS演技大賞 助演賞　イェ・ジウォン[2]